# 栄養塩
栄養塩（えいようえん）とは、生物が普通の生活をするために必要な塩類のこと。一般に無機態を指す。
無機態と有機態を含め栄養塩類ともいう。対象となる生物により内容が異なり、
- 植物プランクトン
- 作物としての植物
- 動物としてのヒト

の三つに分かれる。
植物プランクトンあるいは植物においては、栄養要求の主体は塩として供給される無機であり、その生育において重要な要素となっている。水産学を中心に用いられ、農学においても見られる言葉で、なお、塩は水溶液中ではイオンの状態に分かれて存在し、植物プランクトンあるいは植物が栄養として吸収する時はこのイオンの形となるため、栄養塩と呼ぶ場合、個別のイオンをさすこともある。また、栄養塩を種類別に扱う場合、対象となるイオンを構成する元素のうち、その中心となるものの名前で扱われることも多い。
人体に必要な栄養素としてのミネラル、あるいはミネラルを多く含む食塩という意味で用いられることもある。

## 水産
一般に水域では植物プランクトンが基礎生産を担っており、植物プランクトンの増殖は栄養塩の多寡に左右される。植物プランクトンに必要な栄養は、窒素・リン・珪素（珪藻および珪質鞭毛虫が要求）および微量金属類である。
この場合、窒素はアンモニア態窒素、硝酸態窒素あるいは亜硝酸態窒素として、リンはリン酸態リンとして、珪素はオルトケイ酸としての形態のものが中心であり、通常これらの塩を総称して栄養塩、または微量金属類と特に区別して多量栄養塩（Macronutrients）と呼ぶ。
栄養塩は、水産業において、植物プランクトンだけでなく海苔やワカメといった海藻の生育や、赤潮の発生要因の一つであることなど、水域の一次生産に深く関係しており、水域の生態系や生物多様性・生産性に影響する非常に重要な条件の一つとなっている。なお、農業で重要な栄養塩とは異なり、カリウムは含まれない。これは海水中にはイオンとして多量に存在しており、不足する心配がないからである。
指標として表示する場合、窒素分をDIN（Dissolved Inorganic Nitrogen; 溶存無機窒素）、リン分をDIP（Dissolved Inorganic phosphorous; 溶存無機燐、あるいはDissolved Inorganic phosphate; 溶存無機燐酸）、また、珪素分をDSi （Dissolved Si; 珪酸態珪素）とされる。
海洋や湖沼における水域の環境基準の指標として、全窒素（Total Nitrogen; TN）と全リン（Total PhosphateまたはTotal Phosphorous; TP）が用いられ、水域の利用目的に応じて望ましい濃度が位置づけられている。なお、全窒素と全リンには無機態と有機態が含まれている。
栄養塩類を数値で表す際に、水産ではmg/lやμM等の単位が用いられている。窒素とリンについて、mg/lとμMの換算は下の通り。
```
 Ｎ原子量 14.01
 Ｎ1mg/l＝71.37μM
 Ｐ原子量 30.97
 Ｐ1mg/l＝32.28μM
```

## 農業
農学においても用いられるが、ほぼ同様の事柄を指す無機養分、無機栄養といった用語を用いるか、これらを指して単に栄養、あるいは養分などと呼ぶことが多い。人為的に供給する栄養塩として肥料（無機肥料）がある。植物の生育に必要な養分としては、窒素、リン、カリウムがあり、続けてカルシウム、マグネシウム、硫黄なども比較的重要とされる。

## 輸送
窒素、リンなどの栄養塩は河道内において流水中の濁りである浮遊微細粒子に吸着され輸送される。水中の浮遊微細粒子と栄養塩の濃度における相関は浮遊微細粒子のうち粒径が0.075mm~0.005mm程度のシルトがもっとも高い。栄養塩は降雨や洪水時など濁りの発生に伴って上流から下流へ輸送される。